# Linia kolejowa Braunschweig – Magdeburg
Linia kolejowa Brunszwik-Magdeburg – linia kolejowa o długość 83 km w Niemczech. Razem z linią Berlin – Lehrte i szybką koleją Hanower-Berlin jest jedną z najważniejszych linii na osi wschód-zachód pomiędzy Hanowerem i Berlinem. Na linii znajduje się wiele ważnych stacji pośrednich takich jak: Königslutter am Elm, Helmstedt i Eilsleben.
Jest obecnie wykorzystywana głównie do ruchu towarowego wschód-zachód, jak i pociągów Intercity oraz Regionalbahn.